# Kundang
Kundang (Schreibvariante: Kudang) ist eine Ortschaft im westafrikanischen Staat Gambia.
Nach einer Berechnung für das Jahr 2013 leben dort etwa 2555 Einwohner, das Ergebnis der letzten veröffentlichten Volkszählung von 1993 betrug 1781.

## Geographie
Kundang in der Central River Region im Distrikt Niamina East liegt am linken Ufer des Gambia-Flusses. Der Ort liegt unmittelbar an der South Bank Road, die hier nach Süden abknickt.
Die Distriktverwaltung „Niamina East Constituency“ befindet sich an diesem Ort.